# 19秒芝生舐め
19秒芝生舐め（じゅうきゅうびょうしばふなめ）は、フリーで活動している日本のお笑いコンビ。ハイスクールマンザイ2024優勝者。ともに富山県出身。

## メンバー
渡邉楽（わたなべ らく、2006年4月11日 - ）
- ツッコミ担当、立ち位置は向かって左。
- 東京藝術大学美術学部先端芸術表現科在学中。
- 早稲田大学お笑い工房LUDO27期。

高橋洸（たかはし こう、2006年8月24日 - ）
- ボケ担当、立ち位置は向かって右。
- 京都芸術大学芸術学部絵画コース在学中。

## 経歴
富山県立高岡工芸高等学校デザイン科の同級生。渡邉はもともと2歳年下の妹と漫才コンビを組んでいたが、他の人と組んでみたいと考え、「人前でも大きな声を出せるから」という理由で同じクラスだった高橋を誘って2023年5月に結成された。
アニメ『アンパンマン』を題材にした言葉遊びのネタをM-1グランプリ予選や学校祭で披露し、ウケなかった部分を削ったり、ボケを追加するといったブラッシュアップを重ねた。ハイスクールマンザイ2024ではトップバッターで優勝を果たし、審査委員長のオール巨人は、19秒芝生舐めを「新しい形の漫才」と評価した。北陸地方の高校生としては初めての優勝であったため、地元富山県のメディアでは特に注目され、「ダイブツのイマダ」（富山テレビ放送）にも出演して今田耕司の前で漫才を披露した。
ともに高校時代から美術を学んでおり、お笑いとアートには共通点が多いと語っている。東京、京都と別の地域の大学に進学したが、コンビは解散しないつもりであるという。